# أوست-دجيغوتا
أوست-دجيغوتا (بالروسية: Усть-Джегута) هي إحدى مدن روسيا في الكيان الفدرالي الروسي قراتشاي - تشيركيسيا.

## أعلام
- ديما بيلان